# Alexander Horváth
 Alexander Horváth (28. prosince 1938, Mošovce – 31. srpna 2022) byl slovenský fotbalista, československý reprezentant, účastník mistrovství světa roku 1970 v Mexiku (odehrál dva zápasy v základní skupině proti Brazílii a Rumunsku).

## Fotbalová kariéra
V československé reprezentaci odehrál 26 zápasů a vstřelil 3 góly. Takřka celou svou hráčskou kariéru spojil se Slovanem Bratislava, poté odešel do Belgie, kde hrál za RWD Molenbeek. Do republiky se již nevrátil, což tehdy značilo emigraci. V československé lize hrál za Dynamo Žilina a Slovan Bratislava. Nastoupil ve 172 ligových utkáních a dal 15 gólů. Se Slovanem Bratislava získal roku 1970 mistrovský titul, roku 1968 československý pohár a v sezóně 1968/69 Pohár vítězů pohárů. V Poháru vítězů pohárů nastoupil v 17 utkáních a dal 1 gól.

## Ligová bilance
| Ročník                                   | Zápasy | Góly | Klub              |
| ---------------------------------------- | ------ | ---- | ----------------- |
| 1. československá fotbalová liga 1958/59 | –      | 1    | Dynamo Žilina     |
| 1. československá fotbalová liga 1961/62 | –      | 4    | Dynamo Žilina     |
| 1. československá fotbalová liga 1963/64 | 8      | 0    | Slovan Bratislava |
| 1. československá fotbalová liga 1964/65 | –      | 4    | Slovan Bratislava |
| 1. československá fotbalová liga 1965/66 | –      | 4    | Slovan Bratislava |
| 1. československá fotbalová liga 1966/67 | –      | 1    | Slovan Bratislava |
| 1. československá fotbalová liga 1967/68 | 21     | 2    | Slovan Bratislava |
| 1. československá fotbalová liga 1968/69 | 26     | 1    | Slovan Bratislava |
| 1. československá fotbalová liga 1969/70 | 20     | 1    | Slovan Bratislava |
| CELKEM 1. liga                           | 172    | 15   |                   |